# دوليتل (فلم)
دوليتل (بالإنجليزية: Dolittle) هو فيلم فنتازيا ومغامرات أمريكي صدر في 17 يناير 2020، وهو من إخراج ستيفن غاغن، وبطولة كل من روبرت داوني جونير، وأنتونيو بانديراس، ومايكل شين، وجيم برودبنت، وتوم هولاند، ورالف فاينس، وإيما تومسون، وسيلينا غوميز، وأوكتافيا سبنسر، وجون سينا، ورامي مالك، وكريغ روبنسون، وماريون كوتيار.

## طاقم التمثيل
- روبرت داوني جونير.
- أنتونيو بانديراس.
- مايكل شين.
- جيم برودبنت.
- توم هولاند.
- إيما تومسون.
- رالف فاينس.
- سيلينا غوميز.
- أوكتافيا سبنسر.
- جون سينا.
- رامي مالك.
- كريغ روبنسون.
- ماريون كوتيار.

## وصلات خارجية
- مقالات تستعمل روابط فنية بلا صلة مع ويكي بيانات

لا توجد روابط لمواقع التواصل الاجتماعي.